# Wandel Peak
Wandel Peak är en bergstopp i Antarktis. Den ligger i Västantarktis. Argentina, Chile och Storbritannien gör anspråk på området. Toppen på Wandel Peak är 980 meter över havet.
Terrängen runt Wandel Peak är kuperad åt sydost, men åt nordväst är den platt. Havet är nära Wandel Peak åt nordväst. Trakten är obefolkad. Det finns inga samhällen i närheten.